# Althupit
Althupit (IMA-Symbol Ahp) ist ein sehr selten vorkommendes Mineral aus der Mineralklasse der „Phosphate, Arsenate und Vanadate“ mit der chemischen Zusammensetzung AlTh(UO2)7(PO4)4O2(OH)5·15H2O oder in der kristallchemischen Strukturformel-Schreibweise ThAl[O2|(OH)5|(UO2)7|(PO4)4]·15H2O. Althupit ist damit chemisch gesehen ein wasserhaltiges Aluminium-Thorium-Uranyl-Phosphat mit zusätzlichen Hydroxidionen.
Althupit kristallisiert im triklinen Kristallsystem, entwickelt jedoch nur winzige, dünntafelige Kristalle bis etwa 0,1 mm Größe, die meist in parallelen Gruppen angeordnet sind. Auf den Oberflächen  der durchsichtig gelben Kristalle zeigt sich ein glasähnlicher Glanz.

## Etymologie und Geschichte
Entdeckt wurde Althupit 1985 in den „Kobokobo“-Pegmatiten bei Mwenga im Lusungu River District in der kongolesischen Provinz Sud-Kivu. Die Erstbeschreibung erfolgte 1987 durch Paul Piret und Michel Deliens, die das Mineral nach seiner chemischen Zusammensetzung Aluminium, Thorium, Uran und Phosphor sowie dem für Minerale üblichen Anhang it benannten.
Das Typmaterial, wenige Milligramm vom Holotyp des Minerals, wird im Königlichen Museum für Zentral-Afrika (englisch: Royal Museum of Central Africa) in der belgischen Gemeinde Tervuren unter der Sammlungs-Nr. RMG 6.178 aufbewahrt.

## Klassifikation
Da der Althupit erst 1986 als eigenständiges Mineral anerkannt wurde, ist er in der seit 1977 veralteten 8. Auflage der Mineralsystematik nach Strunz noch nicht verzeichnet. Einzig im Lapis-Mineralienverzeichnis nach Stefan Weiß, das sich aus Rücksicht auf private Sammler und institutionelle Sammlungen noch nach dieser klassischen Systematik von Karl Hugo Strunz richtet, erhielt das Mineral die System- und Mineral-Nr. VII/E.07-130 (Stand 2018). In der „Lapis-Systematik“ entspricht dies der Klasse der „Phosphate, Arsenate und Vanadate“ und dort der Abteilung „Uranyl-Phosphate/Arsenate und Uranyl-Vanadate mit [UO2]2+-[PO4]/[AsO4]3− und [UO2]2+-[V2O8]6−, mit isotypen Vanadaten (Sincosit-R.)“, wo Althupit zusammen mit Arsenovanmeersscheit, Arsenuranylit, Bergenit, Dewindtit, Dumontit, Françoisit-(Ce), Françoisit-(Nd), Hügelit, Kamitugait, Kivuit, Metavanmeersscheit, Mundit, Nielsbohrit, Phosphuranylit, Phuralumit, Phurcalit, Renardit, Vanmeersscheit und Yingjiangit eine eigenständige, aber unbenannte Gruppe bildet.
Die von der International Mineralogical Association (IMA) zuletzt 2009 aktualisierte 9. Auflage der Strunz’schen Mineralsystematik ordnet den Althupit ebenfalls in die Klasse der „Phosphate, Arsenate und Vanadate“ und dort in die Abteilung der „Uranylphosphate und Arsenate“ ein. Diese ist allerdings weiter unterteilt nach dem Stoffmengenverhältnis vom Uranylkomplex zum Phosphat-, Arsenat- beziehungsweise Vanadat-Komplex, so dass das Mineral entsprechend seiner Zusammensetzung in der Unterabteilung „UO2 : RO4 = 3 : 2“ zu finden ist, wo es als einziges Mitglied die unbenannte Gruppe 8.EC.25 bildet.
Auch die vorwiegend im englischen Sprachraum gebräuchliche Systematik der Minerale nach Dana ordnet den Althupit in die Klasse der „Phosphate, Arsenate und Vanadate“ und dort in die Abteilung der „Wasserhaltigen Phosphate etc., mit Hydroxyl oder Halogen“ ein. Hier ist er als einziges Mitglied in der unbenannten Gruppe 42.04.13 innerhalb der Unterabteilung „Wasserhaltige Phosphate etc., mit Hydroxyl oder Halogen mit (AB)5(XO4)2Zq × x(H2O)“ zu finden.

## Kristallstruktur
Althupit kristallisiert triklin in der Raumgruppe P1 (Raumgruppen-Nr. 2) mit den Gitterparametern a = 10,95 Å; b = 18,57 Å; c = 13,50 Å; α = 72,6°; β = 68,2° und γ = 84,2° sowie zwei Formeleinheiten pro Elementarzelle.
| Kristallstruktur von Althupit |
| - mit Blickrichtung parallel zur a-Achse - mit Blickrichtung parallel zur b-Achse - mit Blickrichtung parallel zur c-Achse - räumliche Darstellung in der kristallographischen Standardausrichtung |
| Farbtabelle: _ Al 0 _ Th 0 _ U 0 _ P 0 _ O |

## Eigenschaften
Das Mineral ist durch seinen Thoriumgehalt von bis zu 8,04 % und seinem Urangehalt von bis zu 57,77 % sehr stark radioaktiv. Unter Berücksichtigung der Mengenanteile der radioaktiven Elemente in der idealisierten Summenformel sowie der Folgezerfälle der natürlichen Zerfallsreihen wird für das Mineral eine spezifische Aktivität von etwa 107,006 kBq/g angegeben (zum Vergleich: natürliches Kalium 0,0312 kBq/g). Der zitierte Wert kann je nach Mineralgehalt und Zusammensetzung der Stufen deutlich abweichen, auch sind selektive An- oder Abreicherungen der radioaktiven Zerfallsprodukte möglich und ändern die Aktivität.

## Bildung und Fundorte
Althupit bildet sich als Sekundärmineral in den uranmineralisierten Zonen von granitischen Pegmatiten, wo er meist vergesellschaftet mit Beryll und Columbit, aber auch mit Meta-Autunit, Mundit, Phuralumit, Ranunculit, Threadgoldit, Triangulit, Upalit und anderen Uranyl-Phosphaten auftritt.
Außer an seiner Typlokalität, den „Kobokobo“-Pegmatiten von Sud-Kivu in der Demokratischen Republik Kongo, ist bisher kein weiterer Fundort für Althupit bekannt (Stand 2019). Die „Kobokobo“-Pegmatite zeichnen sich durch einen großen Mineralreichtum aus, in denen bisher 14 Minerale erstmals entdeckt wurden. Außer den bereits genannten Mineralen Mundit, Phuralumit, Ranunculit, Threadgoldit, Triangulit und Upalit sind dies noch Eylettersit, Kamitugait, Kobokoboit, Metavanmeersscheit, Moreauit, Vanmeersscheit und Wakefieldit-(Ce).

## Vorsichtsmaßnahmen
Aufgrund der als sehr stark eingestuften Radioaktivität des Minerals sollten Mineralproben nur in staub- und strahlungsdichten Behältern, vor allem aber niemals in Wohn-, Schlaf- und Arbeitsräumen aufbewahrt werden. Ebenso sollte eine Aufnahme in den Körper (Inkorporation, Ingestion) auf jeden Fall verhindert und zur Sicherheit direkter Körperkontakt vermieden sowie beim Umgang mit dem Mineral Mundschutz und Handschuhe getragen werden.